# Sørlandet
Sørlandet (deutsch „das Südland“) ist einer von fünf Landesteilen (norwegisch landsdel) Norwegens. Er liegt an der Skagerrakküste im Süden des Landes. Das Gebiet trägt auch den Namen Agder.
Die Bezeichnung Sørlandet geht zurück auf den Dichter, Schriftsteller und Heimatforscher Vilhelm Krag. Er benutzte ihn erstmals 1902 in einem Zeitungsartikel. Gemeint waren zunächst meist nur die Küstenstriche von West- und Ost-Agder. Bis dahin war Agder allgemein als Teil des Vestlandet verstanden worden.
Politisch-administrativ gliederte sich Sørlandet in die Provinzen Aust-Agder und Vest-Agder, die zum 1. Januar 2020 zu Agder fusionierten (Storting-Beschluss von 2017). Die Region Sørlandet hatte 2017 eine Fläche von 16.434 km² und etwa 296.000 Einwohner.
In der Region befinden sich folgende Städte (von Westen nach Osten):
- Flekkefjord
- Farsund
- Mandal
- Kristiansand
- Lillesand
- Grimstad
- Arendal
- Tvedestrand
- Risør